# 6603 Мерікреґґ
6603 Мерікреґґ (6603 Marycragg) — астероїд головного поясу, відкритий 19 травня 1990 року.
Тіссеранів параметр щодо Юпітера — 3,303.